# Copa del Pacífico 1954
La Copa del Pacífico de 1954 fue la 2ª edición de la Copa del Pacífico. Esta versión del torneo se disputó en las ciudades de Santiago, en Chile y Lima en Perú, en partidos de ida y vuelta, los días 17 y 19 de septiembre.
Esta segunda versión del torneo se la adjudicó la Selección de fútbol de Perú.

## Partidos

### Partido de ida
| 17 de septiembre de 1954 | Chile                         | 2:1 (1:0) | Perú         | Estadio Nacional, Santiago                                       |                                                                  |
|                          | Meléndez 30' · J. Robledo 68' |           | Mosquera 59' | Asistencia: 21.116 espectadores Árbitro(s): Carlos Robles Robles | Asistencia: 21.116 espectadores Árbitro(s): Carlos Robles Robles |

### Partido de vuelta
| 19 de septiembre de 1954 | Chile             | 2:4 (1:0) | Perú                            | Estadio Nacional, Santiago                                       |                                                                  |
|                          | Meléndez 37', 60' |           | Terry 59', 67' · Gómez 73', 78' | Asistencia: 21.051 espectadores Árbitro(s): Carlos Robles Robles | Asistencia: 21.051 espectadores Árbitro(s): Carlos Robles Robles |

## Tabla
| Equipo | Pts | PJ | PG | PE | PP | GF | GC | Dif |
| ------ | --- | -- | -- | -- | -- | -- | -- | --- |
| Perú   | 2   | 2  | 1  | 0  | 1  | 5  | 4  | 1   |
| Chile  | 2   | 2  | 1  | 0  | 1  | 4  | 5  | -1  |

| Perú         |
| Campeón PERÚ |